# Maz Kanata
Personnage de fiction apparaissant dans
Star Wars.
Maz Kanata est un personnage de l'univers Star Wars. Elle apparaît pour la première fois dans Star Wars, épisode VII : Le Réveil de la Force. Il s'agit d'une humanoïde de très petite taille, à la peau orange et au visage rond particulièrement ridé. Âgée de plus de 1 000 ans, Maz est une pirate et contrebandière invétérée. Elle possède et gère une taverne abritée dans un château de la planète Takodana.
Dans les films, elle est interprétée par l'actrice Lupita Nyong'o grâce à la technique de la capture de jeu d'acteur dans les épisodes VII et VIII de la saga. Toutefois, il s'agit d'une marionnette dans L'Ascension de Skywalker.

## Biographie

### Forces du destin
Maz Kanata apparaît dans la mini-série d'animation Star Wars : Forces du destin, dans un épisode qui se situe peu avant Le Retour du Jedi. Elle y aide Leia et Chewbacca à monter un plan pour secourir Han Solo, toujours détenu sur Tatooine par Jabba le Hutt. Selon la série, c'est elle qui donne l'idée à la princesse de se déguiser en Boushh, un chasseur de primes, pour infiltrer le palais de Jabba,.

### Le Réveil de la Force
Maz Kanata est très âgée, ayant plus de mille ans au moment du Réveil de la Force. Elle a une très vaste expérience et a assisté aux soubresauts de la galaxie, voyant les pouvoirs des uns et des autres monter et descendre et ressentant le flux et le reflux de la Force, à la recherche d'un équilibre subtil entre l'obscurité et la lumière. C'est une contrebandière qui apporte de l'aide à ses jeunes semblables en leur procurant crédits et équipements ou en les mettant en relation avec ses nombreux contacts.
Elle vit sur la planète Takodana où elle est la propriétaire d'une taverne dans un château. Han Solo, qui la connaît de longue date, vient à sa rencontre en compagnie de Rey, Finn et Chewbacca car ils sont en possession d'un fragment de carte qui doit permettre de retrouver Luke Skywalker, et Solo sait que Maz Kanata est susceptible de leur indiquer l'emplacement de la base de la Résistance à qui ils veulent remettre cette carte. Elle leur indique : « Il n'y a qu'un combat : contre le côté obscur. À travers les âges, j'ai vu le mal prendre de multiples formes. Les Sith. L'Empire. Aujourd'hui, c'est le Premier Ordre. Son ombre s'étend dans toute la galaxie. Nous devons nous dresser contre eux, nous devons les combattre. Nous tous. »
Maz Kanata cache dans un coffre, dans les sous-sols de son château, le sabre laser de Luke, qui avait jadis appartenu à son père Anakin Skywalker. On ne sait pas comment elle l'a obtenu. Rey est attirée par la Force vers le coffre, elle découvre l'arme et pose la main dessus, ce qui provoque en elle de terrifiantes visions. Maz Kanata apparaît alors, et semble être parfaitement au courant de qui est Rey et de ce qu'est son destin (c'est-à-dire, à ce stade du film, bien plus que la jeune héroïne elle-même), mais ce qu'elle explique à Rey la remplit d'effroi. Elle lui parle de la Force, lui explique que ce sabre laser l'a « appelée » et lui demande de le prendre. Mais Rey, terrorisée, refuse catégoriquement et s'enfuit dans la forêt.
Takodana est attaquée par les troupes du Premier Ordre menées par Kylo Ren. Maz Kanata remet le sabre à Finn pour qu'il combatte. Rey est capturée par Kylo Ren et emmenée sur la base Starkiller, la planète-arme du Premier Ordre.

#### Scènes coupées
Dans l'une des bandes-annonces de l'épisode VII, on voit Maz Kanata remettre le sabre de Luke à la Générale Leia Organa sur la base de la Résistance. Cependant, cette scène n'apparaît pas dans le film.

### Les Derniers Jedi
Maz Kanata n'apparaît que très brièvement dans ce film. Par hologramme, elle indique à Poe Dameron, Finn et Rose Tico l'endroit où ils pourraient trouver le « Maître du Décryptage », un hacker professionnel qui les aiderait à désactiver le traqueur hyperespace du vaisseau-amiral du Premier Ordre localisant la flotte de la Résistance. Celui-ci se trouve sur la planète Cantonica, où se situe le casino de Canto Bight.

### L'Ascension de Skywalker
Maz apparaît dans un rôle mineur dans L'Ascension de Skywalker. C'est Lupita Nyong'o qui l'interprète de nouveau. Elle fait désormais partie de la Résistance, apportant son aide dans la préparation à la bataille finale sur Exegol. La plupart du temps, elle est présente aux côtés de la Générale Leia Organa, grâce à des images tournées mais non utilisées pour Les Derniers Jedi.
Le rôle principal de Maz dans ce film est d'expliquer les actions de Leia et de participer au deuil lors de sa mort.
Au cours des festivités de la victoire, à la fin du film, elle remet à Chewbacca la médaille de Han Solo, comme un rappel de la scène finale d'Un nouvel espoir, quand Han et Luke étaient décorés alors que Chewbacca ne l'était pas.

## Concept et création

### Conception
En novembre 2015, lors d'une interview pour le magazine Entertainment Weekly, le réalisateur de l'épisode VII J. J. Abrams revient sur le développement du personnage de Maz : « Je voulais qu'elle soit une marionnette au départ, mais lorsque nous eûmes établi les choses qu'elle devait faire, j'ai senti que la capture de jeu d'acteur était la solution adaptée ». Cette approche contraste avec les autres créatures que l'on peut voir dans la taverne, réalisées en « dur ». Il ajoute : 

« Maz devait avoir l'air d'être l'une de ces créatures, et vu sa mobilité et le rôle qu'elle devait jouer, il devint clair qu'elle était une créature qui justifiait l'usage de l'imagerie de synthèse. Mais sa performance est celle de Lupita. Elle était présente sur le plateau, et nous avons également tourné lors de sessions ultérieures. »

J. J. Abrams déclare également : « J'avais quelques idées spécifiques à propos de la façon dont elle devait travailler et de ce qu'elle devait faire. J'avais l'idée de ces lunettes qu'elle porte. Ses yeux sont un aspect important du personnage, et vous verrez comment cela se manifeste. »

Par ailleurs, le réalisateur confie au Palisadian-Post, hebdomadaire publié dans son quartier natal de Pacific Palisades (Californie), qu'il s'était inspiré de Rose Gilbert, une professeur d'anglais au lycée local, lors de la conception du personnage : 

« Nous voulions vraiment que l'histoire ait l'air authentique, malgré son côté fantastique. J'ai mentionné Rose lors d'une des premières réunions sur le scénario, la décrivant comme une sorte de figure sage et intemporelle que j'aurais de fait connue dans ma vie. […] Alors que nous expérimentions plusieurs styles en amont du choix final de l'apparence de Maz, Rose a toujours été au centre de l'inspiration. »

### Synthèse
Maz Kanata est un personnage extra-terrestre à la physionomie particulière. Après avoir fixé son apparence, les équipes d'ILM ont d'abord réalisé une maquette, qu'ils ont scannée. Puis, ils ont modélisé informatiquement la structure musculaire et osseuse du personnage. Pour lui donner vie, ils ont utilisé la technique de la capture de jeu d'acteur, qui consiste à enregistrer les mouvements faciaux de l'actrice et à les transposer sur le modèle 3D. Les infographistes optimisent d'abord l'association entre le visage de l'actrice et celui du modèle 3D, et à l'issue du tournage, le logiciel propriétaire SnapSolver convertit la performance de l'actrice en animation de synthèse. Parallèlement, l'équipe du film réalise une capture de mouvement pour animer le reste du corps de Maz. Le rendu final est produit par l'équipe d'animation de personnages d'ILM.

### Interprétation
Le réalisateur J. J. Abrams rencontre Lupita Nyong'o en mars 2014 pour un rôle pas encore rendu public. Le 29 avril 2014, l'actrice est officiellement annoncée dans la distribution de l'épisode VII.
En mai 2015, lors d'une séance photo pour Vanity Fair avec Annie Leibovitz, l'actrice annonce qu'elle interprétera la contrebandière Maz Kanata en capture de jeu d'acteur,. La voix du personnage est entendue pour la première fois dans un court teaser diffusé en novembre 2015 à la télévision. Quelques jours plus tard, le réalisateur confirme la rumeur selon laquelle Maz apparaîtrait sur l'affiche du film, dévoilée en octobre. En décembre 2015, Maz fait une courte apparition dans une vidéo réalisée pour la chaîne Disney XD, incluant une séquence où Finn reçoit un sabre laser.
Au sujet des propos de J. J. Abrams sur les yeux de Maz, Lupita Nyong'o dit : « En tant qu'acteur de cinéma, les yeux représentent quoi qu’il en soit beaucoup dans la façon dont on communique. Alors c'était clairement une chance qu'ils soient l'origine de sa magie en tant que personnage de la capture de mouvement ». L'actrice reçoit également l'aide et les conseils de son collègue Andy Serkis, interprète de Snoke, et qui a incarné de nombreux autres personnages en capture de mouvement dans sa carrière. Selon elle, « Le plus grand conseil qu'il m'a donné, conseil qu'il est très important de suivre, c'est qu'on développe un personnage en capture de mouvement de la même façon que n'importe quel autre. On doit comprendre qui est le personnage et ce qui fait de lui ce qu'il est ».
L'actrice Arti Shah a été choisie comme doublure de capture de mouvement. Elle est derrière les mouvements corporels du personnage,.

## Adaptations

### Livres
Maz Kanata apparaît dans la novélisation de l'épisode VII, Le Réveil de la Force, écrite par Alan Dean Foster, ainsi que dans le roman Dette de vie de Chuck Wendig, où sont décrits son passif, sa position dans la sphère de la contrebande et l'organisation au sein de son château sur Takodana. En 2018, elle est mentionnée dans la novélisation de l'épisode VIII de Jason Fry, où l'auteur fait brièvement part de ses nombreuses blessures et des traitements qu'elle a endurés au cours de sa longue carrière.

### Télévision
En 2016, Maz apparaît dans la mini-série d'animation Lego Star Wars : L'Aube de la résistance, dans l'épisode Tous contre Han. La même année, elle apparaît également dans l'épisode L'Épreuve de la première saison de Lego Star Wars : Les Aventures des Freemaker
Maz figure également dans la mini-série Forces du destin. Elle est à nouveau interprétée par Lupita Nyong'o. Elle apparaît dans le 6e épisode de la 2e saison, intitulé Chasse au chasseur de primes.

### Jeux vidéo
Maz est l'un des personnages jouables du jeu Lego Star Wars : Le Réveil de la Force. Elle est déblocable dans le chapitre 6, La bataille de Takodana,.
Elle apparaît également dans Star Wars Battlefront II, durant une mission où le joueur contrôle Han Solo. À l'occasion, la voix du personnage est celle de Grey DeLisle.

### Figurines
Une minifigurine de Maz Kanata est incluse dans le set Lego Star Wars no 75139, baptisé La bataille de Takodana,. Elle fait également partie de l'ensemble de figurines articulées Star Wars: The Force Awakens édité par Hasbro.

## Accueil critique
Selon Stephanie Zacharek, journaliste pour le magazine Time, Maz est un « personnage secondaire charmant […] qui semble être l'enfant d'E.T. et de Lena Horne ». Richard Roeper (Chicago Sun-Times) s'y réfère comme l'une des « créatures miraculeuses » du film, et James Robins (New Zealand Listener) la qualifie d'« alien plaisamment réalisée ». Scott Mendelson (Forbes) fait quant à lui l'éloge de la scène du château de Maz, la présentant comme la meilleure du film.
À l'inverse, Matt Goldberg (Collider) décrit Maz comme la « propriétaire de bar/substitut de Yoda/porte-parole de l'exposition » et comme « ce qui aurait pu être un ajout fort à la franchise au lieu d'un relent de la propension du film à imiter ce qui avait bien marché dans les précédents épisodes ».  
Le Réveil de la Force a été sept fois nommé aux Visual Effects Society Awards, notamment pour le prix Outstanding Animated Performance in a Photoreal Feature pour le personnage de Maz Kanata,. Lupita Nyong'o est quant à elle nommée, en 2016, pour le Saturn Award de la meilleure actrice dans un second rôle.